# Костёл Непорочного Зачатия Пресвятой Девы Марии (Кричев)
Костёл Непорочного Зачатия Пресвятой Девы Марии (Кричевский костёл) — католический храм в городе Кричев Могилевской области.

## История

### XVII век
Относительно времени строительства католического храма в Кричеве отсутствуют точные сведения. Обычно встречается информация, что первый храм здесь был построен согласно распоряжению королевы Боны в 1620 году. Только у А. С. Дембавецкого есть сведения о том, что святыня была построена Бона Сфорца в 1628 году. Но королева Бона жила в первой половине XVI в. и поэтому эта информация вызывает определенное недоверие, тем более, что визиты[прояснить] кричевского костёла 1805, 1841, 1842 гг. ведут историю городского храма только от 1745 года.
Между тем, некоторые наблюдения свидетельствуют о возможности возведения храма именно в первой половине XVII в. Привязка строительства к деятельности королевы Боны, как отмечалось, не имеет никаких оснований. Сама дата постройки храма — 1620—1628 годы — может быть принята — это подтверждается многочисленными косвенными данными.
Во-первых, это разрешение кричевском мещанам на две ярмарки в год, на которых они имели право продавать мёд. Согласно королевской привилегии о даровании городу магдебургского права (1633 г.), воск, полученный свертыванием[чем?] мёда, должен был быть разделен между церковью и костёлом. Это первый факт, косвенно свидетельствующий о существовании костёла в то время.
Во второй половине XVII в. католический храм в Кричеве впервые упоминается в инвентаре города 1682 г. — на замке, за церковью Св. Николая, стоит сруб под костёл. Однако что стало с этим срубом дальше, неизвестно, ведь в инвентаре 1694 г. никаких сведений об этом нет. Возможно в этом документе костёл скрывается под названием нового костёла Вознесения Девы Марии.

### XVIII век
Вероятно, место для костёла было не совсем благоприятное, поэтому в середине XVIII века в городе начинается строительство нового католического храма. Именно это событие отразилось в сохраненных до наших дней визитах Кричевского костёла.
Первые точные письменные сведения об организации и строительстве храма в Кричеве относятся к 1745 году. 20 июля этого года кричевский староста Иероним Радзивилл приказал главе кричевских старост Павлу Тялецкому выделить землю для строительства фарного костёла и плебаний. Причем Радзивилл подчеркивал, что «земельный участок должен быть однакож не в близком положении от замка, чтобы, в случае, сохрани Бог, возникновения бунтов не было еще большей измены от костёла. Притом строго предупреждаю, чтобы самый участок не находился на какой-либо горе, тем более на такой, которая образует второй угол Замковой горы». Этот приказ был выполнен 26 августа. Под фарный костёл кричевскому ксендзу Реджинальду Ильичу было выделено 5 земельных участков.
18 сентября 1745 года в процесс организации кричевского церкви активно включилась и королева Мария Юзефа — возможно, отсюда и идет путаница с участием в организации церкви королевы Боны. Королева Мария Юзефа отдельным фундушам[чем?] для обеспечения католической церкви и плебании в Кричеве положила в Дрезденский банк 4000 талеров с разрешением ежегодно 8 декабря на праздник «Непорочного зачатия Девы Марии», в честь которой построена Кричевский костёл. Пожертвования на костёл князем Радзивиллом и королевой Марией Юзефа были подтверждены королем Августом III, который, кроме того, в сентябре 1746 года разрешил кричевскому приходскому священнику выбирать добровольные пожертвования хлеба и воска для церкви из крестьян могилевского хозяйства. Причем во всех привилегиях подчеркивается, что гранты даются «вновь» созданному настоятелю и церкви. Все это еще раз подчеркивает, что католическая святыня в Кричеве не была новостью. Привилегии князя Радзивилла и королевы Марии Жозефы лишь восстановили духовную жизнь города и его окрестностей католической веры. Во всяком случае, в описи 1747 г. в Кричеве упоминается костёл, находившаяся в конце Пятницкой улицы. Вероятно, это та самая церковь, которая упоминается в синоде епископа Зенковича в 1744 году. В то же время в описи отмечается, что новый фарный костёл была построена в 1747 году на углу рынка и улицы Рожественской. 5 городских площадей были отведены под костёл и плебаний. Вероятно, это та самая католическая святыня, которая была подарена царской семьей и князем Иеронимом Радзивиллом. Костёл была построена из дерева, стояла на каменном фундаменте, имела две башни и крышу, покрытую гонтом. Источники не говорят, что случилось со старой церковью. Возможно, он был разобран. Во всяком случае, на плане Кричева 1778 г. показана только одна католическая церковь
Важные сведения о костёле в Кричево имеются в известном труде А. Мейера «Описание Кричевского уезда 1786 года».

### XIX век
Именно в XIX веке была составлена большая часть документов о костёле в Кричеве; они до сих пор хранятся в Национальном историческом архиве Республики Беларусь.
В 1855 году была построена новый костёл. Архитектура здания решена в неоготическом стиле. Двухбашенный фронтальный фасад в центре отличался трехпролетным готическим сводом на 4 граненых колоннах, объединенных на конце общим килевидным фронтоном. Фасады и четырехгранные ярусы башен ритмично соединялись готическими арочными оконными проемами. Перспективным стрельчатым порталом был решен главный вход в храм. Над ними располагалось круглое окно-розетка. Готический характер здания усиливала отделка башен угловатыми гранеными пилонами с остроугольными вимпергами: между ними арочные ниши с заостренными ребрами.
Внутреннее пространство церкви было разделено на три нефа мощными колоннами и аркадами. Пятиугольную апсиду прикрывал двухъярусный алтарь, выполненный в барочных формах — 4 колонны несли мощный точечный волнообразный антаблемент, между колоннами стояли скульптуры святых Петра и Павла; второй ярус представляет собой прямоугольный щит с фигурным карнизом.

### XX век
Как показывают документы, уже в 1920-е годы церковь находилась в очень запущенном состоянии. Так, в газете «Могилевский Селянин» от 27 марта 1929 года сообщалось следующее: «В Кричеве имеется и такой гигант как костел. Стоит он одиноко и на протяжении уже нескольких лет посещают почти что только одни птицы, случайно заглядывающие в разбитые окна». В марте 1929 года кричевский райисполком принял решение о передаче костёла клубу после соответствующих требований «трудящихся масс». Снесён после 1937 года.

## Современность
Возрождение прихода началось в начале XXI века. Первоначально богослужения велись в частном доме. Официально приход был зарегистрирован 29 января 2007 года.